# دون غريفين (لاعب كرة قدم أمريكية)
دون غريفين (بالإنجليزية: Don Griffin)‏ هو لاعب كرة قدم أمريكية أمريكي، ولد في 15 أكتوبر 1922 في بينتون هاربور في الولايات المتحدة، وتوفي في 17 يناير 2005 في أورورا في الولايات المتحدة.